# Ancy-sur-Moselle
Ancy-sur-Moselle foi uma antiga comuna francesa na região administrativa de Grande Leste, no departamento de Mosela. Estendia-se por uma área de 9,12 km². Em 2010 a comuna tinha 1 569 habitantes (densidade: 172 hab./km²).
Em 1 de janeiro de 2016, ela foi inserida no território da nova comuna de Ancy-Dornot.